# Kênh Cái Sắn
 (novembre 2020).
Le Cái Sắn est un canal qui va du fleuve Hậu Giang (ទន្លេបាសាក់ en cambodgien) au golfe de Thaïlande . Ce canal mesure environ 58 km de long. Il traverse la province d'An Giang, la ville de Cần Thơ et la province de Kiên Giang.

## Localisation
Le canal Cái Sắn est situé dans la région du delta du Mékong. L'amont du canal se situe à environ 10 km du centre de la ville de Long Xuyên vers la mer de Chine méridionale (Biển Đông en vietnamien). Cette zone est également appelée Vàm Cống. Le Cái Sắn coule vers le sud-ouest et se jette dans la baie de Rạch Giá à Rạch Sỏi. Cet estuaire est à environ 10 km au sud du centre ville de Rạch Giá. On l'appelle parfois l'estuaire de Rạch Giá. Sur la rive sud du canal Cái Sắn passe la route nationale 80, qui relie les villes de Long Xuyên et de Rạch Giá.

## Histoire
Sous l'empire colonial français (1862-1949), de nombreux programmes de réforme et de développement agricoles sont menés, notamment dans le bas Mékong de 1860 à 1930.
Le canal de Cái Sắn a été creusé vers 1920 pour servir à l'exploitation agricole du gouvernement colonial. Le canal provient de Vàm Cái Sắn à la base d'une branche naturelle du ruisseau Cái Sắn et se termine au canal naturel appelé Rạch Sỏi.

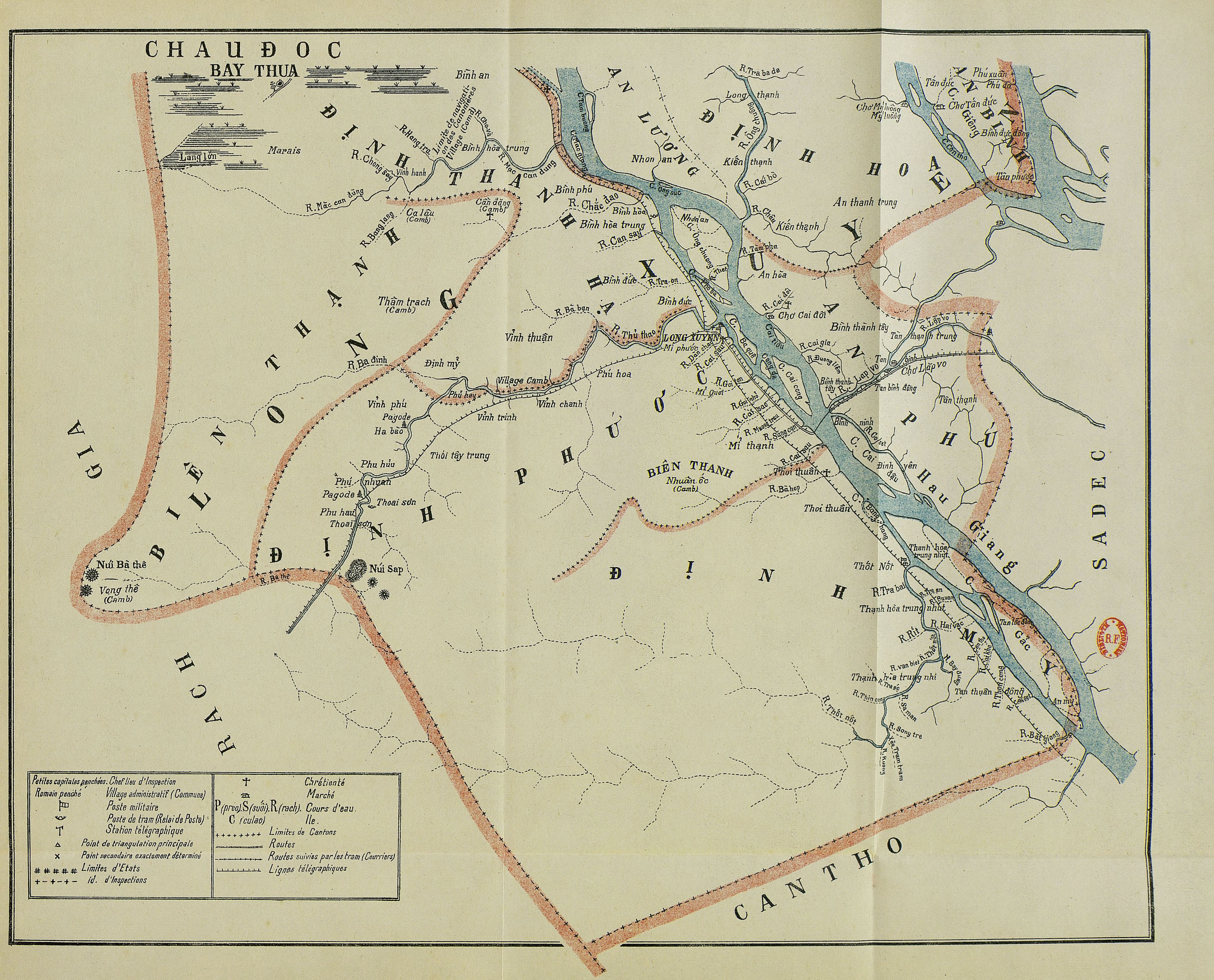
Le fleuve Hậu Giang à la période coloniale française (1901).

Après les accords de Genève, les migrants du Nord habitués à l'agriculture de riz ont été amenés au Dinh Điền Cái Sắn par le gouvernement Ngô Đình Diệm, qui était auparavant sous la domination des propriétaires coloniaux . Cette terre s'étend de Láng Sen, district de Vĩnh Thạnh (Cần Thơ) à Mong Thọ A, district de Tân Hiệp (la province de Kiên Giang). Jusqu'à présent, les migrants vivant dans cette zone sont connus sous le nom de dân Cái Sắn.